# Nicolae Steinhardt
Nicolae Steinhardt (nascido Nicu-Aurelian Steinhardt; Pantelimon, 12 de julho de 1912 – Baia Mare, 29 de março de 1989) foi um escritor romeno, doutor em direito, crítico literário, ensaísta, preso político, monje ortodoxo e confessor.

## Biografia

### Infância
Ele nasceu em Pantelimon, próximo de Bucareste, de pai judeu e mãe romena. Seu pai foi um engenheiro, arquiteto e participante condecorado da Segunda Guerra Mundial. Por causa da linhagem de seu pai, sofreu discriminação antissemita durante o governo fascista da Romênia da Segunda Guerra. Pela linha materna, era parente de Sigmund Freud.
Entre os anos de 1919 e 1929, ele frequentou a escola primária Spiru Haret em Bucareste, onde, como pano de fundo, ele foi ensinado sobre religião por um padre cristão. Seu talento na escrita foi notado quanto entrou no círculo literário Sburătorul.

### Carreira e Segunda Guerra
Em 1934, ele conquistou seu diploma em Direito e Literatura na Universidade de Bucareste. sob o pseudônimo Antisthius, uma das personagens de La Bruyère, ele publicou seu primeiro volume, o romance cômico În genul lui Cioran, Noica, Eliade... ("À Maneira de Cioran, Noica, Eliade..."). Em 1936, ele conquistou seu PhD em Direito Constitucional, e entre 1937 e 1938, ele viajou para a Suíça, Áustria, França e Inglaterra.
Em 1939 Steinhardt trabalhou como editor para a Revista Fundaţiilor Regale (uma revista literária do governo), perdendo seu emprego entre 1940 e 1944, durante a limpeza étnica sob o regime da Guarda de Ferro(a National Legionary State) e Ion Antonescu. Apesar dos problemas com este último, ele perdoou Antonescu, e até o elogiou por supostamente ter salvo centenas de milhares de judeus (que ele afirmou ter ocorrido após um debate cara a cara com Adolf Hitler em Berchtesgaden).

### Perseguição comunista e aprisionamento
Em 1944 ele retornou para a Revista Fundaţiilor Regale, e manteve seu emprego até 1948, quando o rei Michael I foi forçado a abdicar pelo Partido Comunista da Romênia.
De 1948 a 1959, ele testemunhou um novo período de privação, desta vez pelo regime comunista romeno, quando os intelectuais não-comunistas foram declarados inimigos do povo. Em 1959, durante um julgamento contra seu colega de faculdade Constantin Noica, ele se recusou a ser testemunha contra o amigo. Como consequência ele foi acusado de "crime de conspiração contra a ordem social" e sentenciado a treze anos de trabalho forçado, numa prisão do tipo gulag. Ele cumpriu sua sentença em Jilava, Gherla, Aiud e outras prisões comunistas.
Enquanto estava na prisão, ele foi batizado no Cristianismo Ortodoxo, em 15 de março de 1960, por Mina Dobzeu, um ermitão conhecido. Como testemunhas do evento havia Alexandru Paleologu, dois padres católicos romanos, dois padres greco-católicos e um pastor protestante. Ele se referiu ao seu batismo futuramente como de "caráter ecumênico". Este episódio seria a base de sua obra mais conhecida e celebrada, Happiness Diary (O diário da Felicidade).

### Últimos anos
Após ser solto em 1964, ele se tornou um notável tradutor e publicador. Seus primeiros trabalhos literários, Între viaţă şi cărţi ("Entre a Vida e os Livros"), e Incertitudini literare ("Incertezas Literárias") foram publicados em 1976 e 1980, respectivamente.
Um novo capítulo na vida de Steinhardt começou em 1980, depois de ser aceito no Monastério de Rohia. ele trabalhou na biblioteca do monastério, ao mesmo tempo se dedicando a escrever. Durante este tempo, sua fama como conselheiro e confessor cresceu, atraindo jovens visitantes semanalmente para Rohia.
Ele morreu no hospital da cidade de Baia Mare. Seu funeral teve a presença de muitos de seus amigos e admiradores.

## Happiness Diary
A primeira edição foi confiscada pela Securitate em 1972, e liberada em 1975, depois de uma intervenção da censura. Entretanto, ele terminou uma segunda versão do livro que também foi confiscada em 1984. Ao final, Steinhardt editou diversas versões, com as quais atingiu Monica Lovinescu e Virgil Ierunca em Paris. No Brasil, o livro foi lançado em 2010, com o título de O Diário da Felicidade.

## Obras
Por motivos políticos, a maioria de suas obras foram publicadas postumamente em versões sem censura (após a Revolução Romena de 1989).
- În genul ... tinerilor ("À Maneira da... Juventude") publicado em 1934;
- Între viaţă şi cărţi ("Entre a Vida e os Livros") – publicado em 1976;
- Incertitudini literare ("Incertezas Literárias") - publicado em 1980;
- Geo Bogza - Un poet al Efectelor, Exaltării, Grandiosului, Solemnităţii, Exuberanţei şi Patetismului ("Geo Bogza – Um poeta de efeitos, exaltações, solenidade, exuberância e patetismo") – publicado em 1982;
- Critică la persoana întâi ("Crítica em Primeira Pessoa") – publicado em 1983;
- Escale în timp şi spaţiu ("Suspenda no Tempo e no Espaço") – publicado em 1987;
- Prin alţii spre sine ("Para si através dos outros") – publicado em 1988;

### Póstumas
- Jurnalul fericirii ("O diário da felicidade") – publicado em 1991;
- Monologul polifonic ("O monólogo polifônico") – publicado em 1991;
- Dăruind vei dobândi ("Dando você recebe") – publicado em 1992;
- Primejdia mărturisirii ("O perigo da confissão") – publicado em 1993;
- Drumul către iubire ("A estrada para o amor") – publicado em 1999;
- Taina împărtăşirii;
- Călătoria unui fiu risipitor;
- Primejdia mărturisirii;
- Drumul către isihie;
- Ispita lecturii;
- N. Steinhardt răspunde la 365 de întrebări adresate de Zaharia Sângeorzan;
- Între lumi;
- Dumnezeu în care spui că nu crezi... (Scrisori către Virgil Ierunca);
- Eu însumi şi alţi cîţiva;
- Eseu romanţat asupra unei neizbînzi;
- Timpul Smochinelor
- Dăruind, vei dobândi